# Chandra Nagar
Chandra Nagar – gaun wikas samiti w środkowej części Nepalu  w strefie Dźanakpur w dystrykcie Sarlahi. Według nepalskiego spisu powszechnego z 2001 roku liczył on 1237 gospodarstw domowych i 7231 mieszkańców (3530 kobiet i 3701 mężczyzn).